# Mario Zucchelli (forskningsstation)

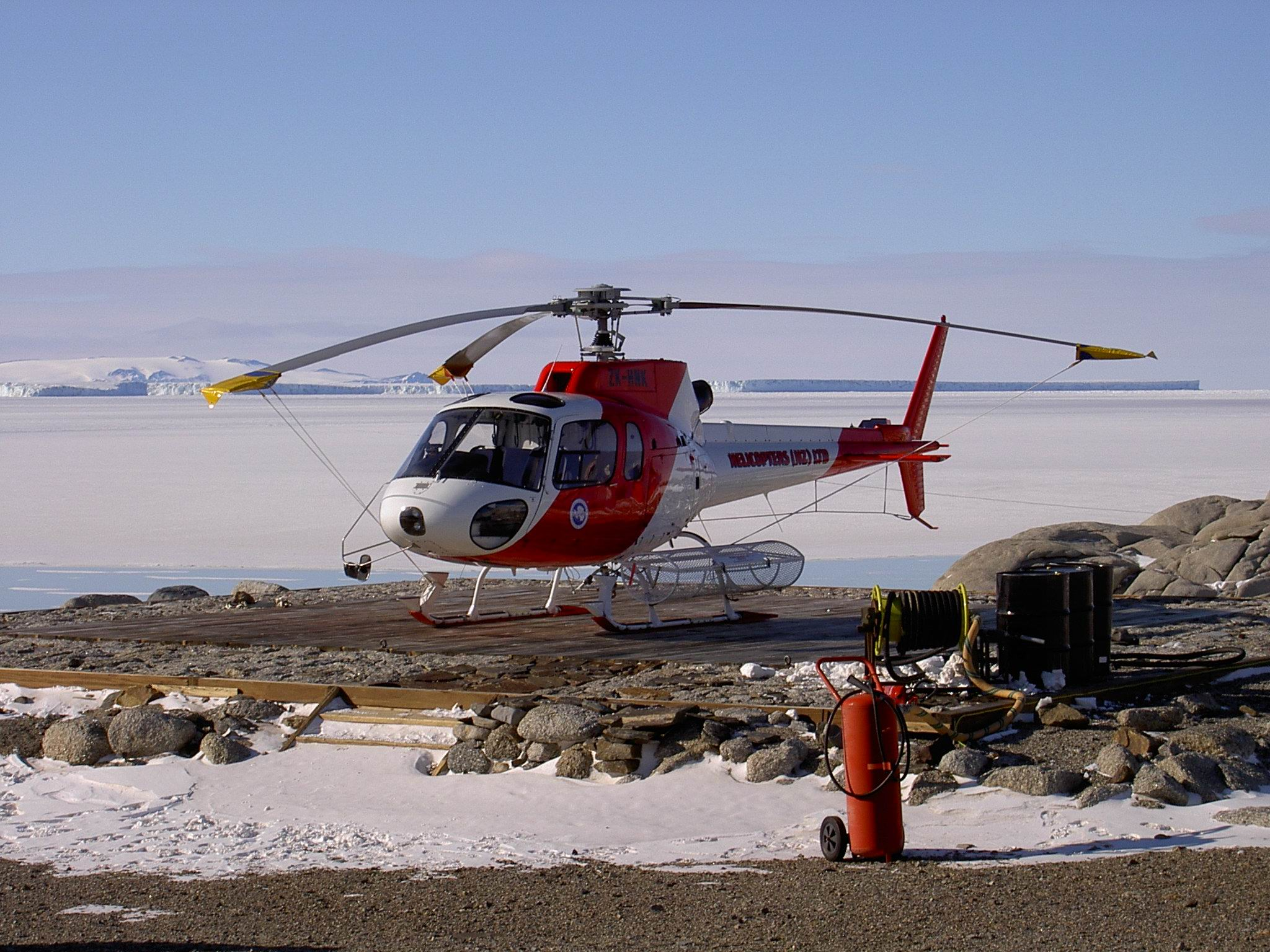
Nyzeeländsk helikopter på stationen 2003

Mario Zucchelli-stationen är en italiensk forskningsstation vid Terra Nova Bay i Antarktis. Stationen, som bara används under sommartid, byggdes 1985, och hette fram till 2004 Baya Terra Nova, vilket är buktens italienska namn. 2004 ändrades namnet till Mario Zucchelli för att hedra den förste ledaren för det italienska Antarktisprogrammet. 
Stationen befinner sig 15 m ö.h. på en halvö som ligger i nord-sydlig riktning, vilket ger tillträde till havet västerut och österut. Stationen består av sju större byggnader samt några mindre, och kan hysa maximalt 80 forskare. Tre kilometer från stationen finns ett flygfält (3000 meter långt, 70 meter brett), som under sommaren används av ett Hercules C-130. Regelbunden kommunikation åstadkoms genom det italienska forskningsskeppet Italica samt det italienska flygvapnet. Stationen utgör också en logistisk knutpunkt för den fransk-italienska stationen Concordia som ligger djupt inne på kontinenten, och som är bemannad året om. 
De närmsta forskningsstationerna är tyska Gondwanastationen, amerikanska McMurdo-stationen och nyzeeländska Scottstationen, som alla ligger cirka 35 mil bort. Närmsta hamn är Lyttelton i Nya Zeeland, 320 mil bort.  